# Carlyon
 (septembre 2023).
Carlyon est une paroisse civile des Cornouailles, en Angleterre.